# 東京衡機
株式会社東京衡機（とうきょうこうき、英: TOKYO KOKI CO. LTD.）は、東京都渋谷区に本社を置く、材料試験機・動力試験機の専門メーカー。

## 沿革
- 1923年3月 - 元三菱造船所技師の伊東久米蔵工学博士により、合資会社東京衡機製造所として創業。
- 1936年 - 株式会社東京衡機製造所に改組。
- 1938年 - 航空機部品、工作機械の製造事業へ拡大、溝の口工場操業開始。
- 1946年 - 冷凍機、漁船用発動機の修理・製作を開始。
- 1948年 - 隅田冷凍工業（株）設立、大阪出張所設置。
- 1951年 - 福岡出張所設置。
- 1953年 - 株式を東京地区店頭市場に公開。
- 1961年 - 東京証券取引所市場第二部に株式を上場。
- 1969年 - 西独デュッセルドルフに駐在員事務所を開設。
- 1971年 - 札幌出張所開設。
- 1973年 - 名古屋営業所開設。
- 1976年 - 筑波出張所を開設。
- 1985年 - 相模工場完成、操業開始。
- 1998年 - 本社機構（管理部、営業部）を神奈川県に移転。
- 2008年9月1日 - 株式会社テークスグループに社名変更。
- 2010年2月25日 - 同社の大株主らが、インサイダー取引をして株の売り抜けを行っていたなどとして、金融商品取引法違反容疑で逮捕された（記事）。
- 2013年9月1日 - 株式会社東京衡機に社名変更。
- 2021年9月28日 - 本社を神奈川県に移転。
- 2023年
  - 3月30日 - 内部管理体制が確立していないとして、東京証券取引所から特別注意銘柄（2024年1月14日までは特設注意市場銘柄）の指定を受ける[2]。
  - 7月24日 - 本社を東京都渋谷区へ移転[3]。
- 2024年
  - 5月24日 - 東京証券取引所から特別注意銘柄の指定継続決定を受ける[4]。
  - 11月23日 - 東京証券取引所が特別注意銘柄の指定を解除[5]。

## 関連会社
- 株式会社東京衡機試験機
- 株式会社東京衡機試験機サービス
- 株式会社東京衡機エンジニアリング
- 無錫特可思衡機貿易有限公司（中国）